# خيل نرمادة
خيل نرمادة (الاسم العلمي: Equus namadicus)، نوع من الخيول المنقرضة التي تعود إلى العصر الحديث الأقرب حيث وجدت بقاياه في رواسب نهر نرمادة، في الهند. ربما يكون عاصر خيل سيواليك المنقرض.

## للاستزادة
- B.J. MacFadden, Fossil Horses, 1992
- J. Curke, A Roman Frontier Post and its People, The Fort of Newstead in the Parish of Melrose, Glasgow 1911 (appendix on animal remains )